# Francis Hagerup
Georg Francis Hagerup (Horten, 1853 – Christiania, 1921) è stato un politico norvegese.
Fu primo ministro della Norvegia dal 1895 al 1898 e dal 1903 al 1905.